# グーテンバーガー
グーテンバーガーは、かつてマルシンフーズの子会社だったマルシンマックが展開していた自販機で販売されるハンバーガーのブランド名である。自販機内にある電子レンジで加熱して消費者に提供されていた。
旧称は「マックバーガー」であったが、「マックバーガー」の名称や標章を巡り不正競争防止法に基づいて日本マクドナルドとの間で訴訟となり、敗訴したために「グーテンバーガー」とブランド名を変更した。ただし、旧ブランドの自販機の一部は販売機の表示は変更せずに商品のみ新ブランド名に変更された。また、その他のブランドや単に「ハンバーガー」と表示される自販機に対しても商品の供給が行われていた。
2002年に本事業からマルシンマックが撤退したため、販売中止となった。「グーテンバーガー」の名称で未だ稼動している自販機では、他社ブランド（ビッグバーガーなど）のハンバーガーが販売されている。

## 主な商品
- グーテンバーガー
- チーズバーガー
- チリソースバーガー
- てり焼きバーガー